# Vic Gonsalves
Victor Albert Gonsalves, detto Vic, (Cirebon, 20 ottobre 1887 – Amsterdam, 29 agosto 1922), è stato un calciatore olandese, di ruolo centrocampista, che ha preso parte alle Olimpiadi 1908 a Londra, dove la nazionale olandese si è classificata terza.

## Statistiche

### Cronologia presenze e reti in Nazionale
| Cronologia completa delle presenze e delle reti in nazionale ― Paesi Bassi | Cronologia completa delle presenze e delle reti in nazionale ― Paesi Bassi | Cronologia completa delle presenze e delle reti in nazionale ― Paesi Bassi | Cronologia completa delle presenze e delle reti in nazionale ― Paesi Bassi | Cronologia completa delle presenze e delle reti in nazionale ― Paesi Bassi | Cronologia completa delle presenze e delle reti in nazionale ― Paesi Bassi | Cronologia completa delle presenze e delle reti in nazionale ― Paesi Bassi | Cronologia completa delle presenze e delle reti in nazionale ― Paesi Bassi |
| Data                                                                       | Città                                                                      | In casa                                                                    | Risultato                                                                  | Ospiti                                                                     | Competizione                                                               | Reti                                                                       | Note                                                                       |
| -------------------------------------------------------------------------- | -------------------------------------------------------------------------- | -------------------------------------------------------------------------- | -------------------------------------------------------------------------- | -------------------------------------------------------------------------- | -------------------------------------------------------------------------- | -------------------------------------------------------------------------- | -------------------------------------------------------------------------- |
| 21-3-1909                                                                  | Anversa                                                                    | Belgio                                                                     | 1 – 4                                                                      | Paesi Bassi                                                                | Amichevole                                                                 | -                                                                          |                                                                            |
| 12-4-1909                                                                  | Amsterdam                                                                  | Paesi Bassi                                                                | 0 – 4                                                                      | Inghilterra                                                                | Amichevole                                                                 | -                                                                          | L'Inghilterra giocava con la Nazionale dilettanti                          |
| 13-3-1910                                                                  | Anversa                                                                    | Belgio                                                                     | 3 – 2                                                                      | Paesi Bassi                                                                | Amichevole                                                                 | -                                                                          |                                                                            |
| Totale                                                                     |                                                                            | Presenze                                                                   | 3                                                                          |                                                                            | Reti                                                                       | 0                                                                          |                                                                            |